# Thyropus edwardsi
Thyropus edwardsi är en kräftdjursart. Thyropus edwardsi ingår i släktet Thyropus och familjen Parascelidae. Inga underarter finns listade i Catalogue of Life.